# Stanisław Majdański (filozof)
Stanisław Majdański (ur. 8 maja 1935 we Włocławku, zm. 14 marca 2023 w Lublinie) – polski filozof, nauczyciel akademicki Katolickiego Uniwersytetu Lubelskiego Jana Pawła II. 

## Życiorys
Syn Walentego Majdańskiego. Tytuł magistra z semiotyki logicznej otrzymał w 1957 roku w oparciu o pracę Syntaktyczna rola słowa „jest" napisaną pod kierunkiem S. Kamińskiego. Natomiast w 1969 r. obronił rozprawę doktorską pt. Problemy asercji zdaniowej. Szkice pragmatyczne, przygotowaną pod kierunkiem tego samego promotora. 
W 1957 r. został zatrudniony w Katedrze Metodologii Nauk i do czasu przejścia na emeryturę w 2010 prowadził zajęcia z zakresu logiki ogólnej na różnych wydziałach KUL oraz wykłady monograficzne na Wydziale Filozofii KUL.
Odbył szereg stypendiów i staży zagranicznych, między innymi w Louvain-la-Neuve - U.C.L. (1973/74, 1984); Leuven - K.U.L. (1973/74, 1981, 1984, 1986); Paryżu - Institut Catholique i CRNS (1973/74, 1981 ); Nijmegen - K.U.L. (1987). Był członkiem Polskiego Stowarzyszenia Familiologicznego (2008), Polskiego Towarzystwa Tomasza z Akwinu czy też Komitetu Naukowego Encyklopedii „Białych Plam“(wyd. POLWEN).

## Zainteresowania naukowe
Jego zainteresowania obejmują zagadnienia (meta)logiki i (meta)filozofii, w tym podstawy i zastosowania logiki i filozofii, podstawy filozoficzne logiki i logiczne filozofii (przedwojenny program" zastosowań logiki do zagadnień filozoficznych", polska tradycja).
- W semiotyce - szczególnie pragmatyka, zwłaszcza zdania-sądu i związana: przeświadczenia, przekonania, odnośny dyskurs, struktura tematyczno-rematyczna wypowiedzi zdaniowych, jej przeniesienie na odpowiedniki logiczno-zdaniowe, a także wypowiedzi pierwszoosobowe i modalne, fenomen dyskusji.
- Problematyka metodologii nauk, a zwłaszcza filozofii klasycznej (polska tradycja: J. Kalinowski, S. Kamiński, S. Swieżawski, K. Wojtyła i inni): metafizyka - ontologia, intuicja - dyskurs, transcendentalia - pryncypia, reduplikatywy, dynamika filozofowania, w tym kontrolowana "przewrotność filozoficznych pojęć", filozofowanie z odniesieniem do języka i podmiotu poznającego (jako problem).
- (De)klasycyzacja, zwłaszcza w logice i w filozofii, geneza, struktura i funkcja-cel (za S. Kamińskim), w związku z czym etno-, etymo- i metaforomyślenie-poznanie i jego ujęzykowienie, w tym biogeniczne, biostrukturalne i bioaplikacyjne.
- Odrębna problematyka, to status filozofii praktycznej (J. Kalinowski) i podstawy etyki (polska klasyczna tradycja J. Woroniecki, K. Wojtyła i F. W. Bednarski), etyczne podstawy pedagogiki, kategoria sumienia i autorytetu.

## Publikacje
Książka
- Problemy asercji zdaniowej. Szkice pragmatyczne, Lublin 1972 (Studia z filozofii teoretycznej 5) ss. 248

Jest autorem licznych artykułów naukowych, m.in.: 
- O naturze logicznej transcendentaliów w aspekcie pryncypiów ogólnej teorii bytu (RF 10(1962), z. 1, s. 41-85),
- Autorytet - pojęcie i problemy. Refleksje filozoficzno-pragmatyczne („Summarium&quot; 30-31(2001-02), s. 207- -231),
- Postawy i logiczne wartości. Szkic w nawiązaniu do pewnych idei Jana Łukasiewicza (w: Wartość i sens. Aksjologiczne aspekty teorii interpretacji, Lublin 2003, s. 93-125),
- Konteksty metody. Stanisława Kamińskiego trójpodejście. Geneza - struktura - funkcja (w: Metodologia. Tradycja i perspektywy, red. M. Walczak, Lublin 2010, s. 113-32),
- Logika i polityka, czyli w stronę G.W. Leibniza wzorca dowodów politycznych (w: Leibniz. Tradycja i idee nowoczesnej filozofii, Kraków 2010, s. 289-317)[2].

Jest również autorem recenzji [np. Problemy konstruktiwnogo naprawlenija w matematikie. 1, Leningrad 1958, Izdatelstwo Akademii Nauk SSSR - Trudy Matematiczeskogo Instituta im. W.A. Stwikłowa, F. 52. Roczniki Filozoficzne 7 (1959) z. 1, s. 141-145]. Opracowywał także hasła encyklopedyczne w "Encyklopedii Katolickiej" (Asercja, t. I, kol. 995-6), w "Leksykonie filozofii klasycznej" czy w "Powszechnej Encyklopedii Filozofii".

## Działalność dydaktyczna
Prowadził zajęcia na Wydziale Filozofii, Nauk Humanistycznych, Nauk Społecznych, Nauk Prawnych i Ekonomicznych w Tomaszowie Lubelskim z semiotyki, logiki formalnej i metodologii nauk. Na Wydziale Filozofii prowadził również wykład monograficzny z wybranych zagadnień semiotyki (na przykład: język nauk, w szczególności logiki i filozofii; statyka i dynamika poznania i jego ujęzykowienia) oraz proseminarium razem z dr. hab. P. Kawalcem dotyczące ogólnej metodologii nauk i semiotyki (na przykład: problemy metody i języka filozofii i nauk; teoretyczne podstawy metodologii i semiotyki ukierunkowane językoznawczo). W ramach studiów podyplomowych organizowanych przez KUL i Lubelską Szkołę Biznesu wykładał zagadnienia metanaukoznawcze - "Zarządzanie badaniami naukowymi i pracami rozwojowymi w jednostkach naukowych".

## Działalność naukowa
Działalność naukowa Stanisława Majdańskiego obejmuje kontakty z ośrodkami naukowymi zarówno w kraju (Uniwersytet Kard. S. Wyszyńskiego: Wydz. Filozofii Chrześcijańskiej oraz Instytut Studiów nad Rodziną), jak i za granicą [m.in. w Archangielsku (Rosja), K.U.L. w Leuven (Belgia), CRNS, Instytut Polski w Paryżu (Francja), oraz we Włoszech z Uniwersytetem w Camerino].
Podejmując współpracę z Instytutem Badań nad Polonią i Duszpasterstwem Polonijnym KUL oraz ze Wspólnotą Polską działał on na rzecz środowisk polonijnych. W ramach współpracy ze Związkiem Polaków w Belgii konsultowano publikację naukową S. Kozaneckiego, Myśląc o Polsce. Idee przewodnie "Horyzontów"(1956-1971), Bruksela 2006.
Ponadto uczestniczył w Komisji ds. Katalogu Systematycznego Biblioteki Uniwersyteckiej KUL (w 1969 r. jako jej członek). Wraz z  M. Maciejewskim inicjował i organizował konwersatorium z podstaw nauk humanistycznych, "metahumanistycznego" na Humanistyce KUL (współkierowali: S. Kamiński i Cz. Zgorzelski). W ramach Katedry Metodologii Nauk prowadził doradztwo ("consulting") metodologiczne. Konsultował wiele prac magisterskich, doktorskich i habilitacyjnych, których powstanie niejednokrotnie sam koncepcyjnie stymulował.